# Серджіо Баттістіні
Серджіо Баттістіні (італ. Sergio Battistini; 7 травня 1963, Масса) — колишній італійський футболіст, що грав на позиції захисника, півзахисника. Виступав за національну збірну Італії. Володар Кубка Мітропи. Дворазовий володар Кубка УЄФА. По завершенні ігрової кар'єри — тренер.

## Клубна кар'єра
Вихованець юнацьких команд футбольних клубів «Массезе» та «Мілан».
У дорослому футболі дебютував 1980 року виступами за команду клубу «Мілан», в якій провів п'ять сезонів, взявши участь у 162 матчах чемпіонату. Більшість часу, проведеного у складі «Мілана», був основним гравцем команди. За цей час виборов титул володаря Кубка Мітропи.
Своєю грою за цю команду привернув увагу представників тренерського штабу клубу «Фіорентіна», до складу якого приєднався 1985 року. Відіграв за «фіалок» наступні п'ять сезонів ігрової кар'єри. Граючи у складі «Фіорентини» також здебільшого виходив на поле в основному складі команди.
1990 року уклав контракт з клубом «Інтернаціонале», у складі якого провів наступні чотири роки своєї кар'єри гравця. Тренерським штабом нового клубу також розглядався як гравець «основи». За цей час додав до переліку своїх трофеїв два титули володаря Кубка УЄФА.
Протягом 1994—1996 років захищав кольори команди клубу «Брешія».
Завершив професійну ігрову кар'єру у клубі «Спеція», за команду якого виступав протягом 1996—1997 років.

## Виступи за збірні
Протягом 1981—1984 років залучався до складу молодіжної збірної Італії. На молодіжному рівні зіграв у 14 офіційних матчах, забив 1 гол.
1984 року дебютував в офіційних матчах у складі національної збірної Італії. Протягом кар'єри у національній команді, яка тривала один рік, провів у формі головної команди країни 4 матчі, забивши 1 гол.

## Кар'єра тренера
Розпочав тренерську кар'єру відразу ж по завершенні кар'єри гравця, 1997 року, очоливши тренерський штаб клубу «П'єтразанта».
В подальшому очолював команди клубів «Массезе» та «В'яреджо», а також входив до тренерських штабів клубів «Фіорентина» та «Спеція».
Наразі останнім місцем тренерської роботи був клуб «Массезе», головним тренером команди якого Серджіо Баттістіні був 2016 року.

## Статистика виступів

### Статистика клубних виступів
| Сезон   | Команда          | Ліга | Ігор | Голів |
| 1980-81 | «Мілан»          | B    | 37   | 5     |
| 1981-82 | «Мілан»          | A    | 30   | 3     |
| 1982-83 | «Мілан»          | B    | 37   | 11    |
| 1983-84 | «Мілан»          | A    | 29   | 5     |
| 1984-85 | «Мілан»          | A    | 29   | 5     |
| 1985-86 | «Фіорентіна»     | A    | 28   | 1     |
| 1986-87 | «Фіорентіна»     | A    | 21   | 1     |
| 1987-88 | «Фіорентіна»     | A    | 20   | 1     |
| 1988-89 | «Фіорентіна»     | A    | 28   | 1     |
| 1989-90 | «Фіорентіна»     | A    | 30   | 3     |
| 1990-91 | «Інтернаціонале» | A    | 28   | 2     |
| 1991-92 | «Інтернаціонале» | A    | 20   | 0     |
| 1992-93 | «Інтернаціонале» | A    | 34   | 5     |
| 1993-94 | «Інтернаціонале» | A    | 30   | 3     |
| 1994-95 | «Брешія»         | A    | 19   | 2     |
| 1995-96 | «Брешія»         | B    | 18   | 0     |
| 1996-97 | «Спеція»         | C1   | 17   | 1     |

## Досягнення
- Володар Кубка Мітропи:

«Мілан»: 1981–1982
- Володар Кубка УЄФА:

«Інтернаціонале»: 1990–1991, 1993–1994